# وگا دو ولدترنکو
وگا دو ولدترنکو (به اسپانیایی: Vega de Valdetronco) یک شهرستان در اسپانیا است که در استان وایادولید واقع شده‌است.

## خصوصیات
وگا دو ولدترنکو ۱۷ کیلومترمربع مساحت و ۱۶۲ نفر جمعیت دارد.